# SK Telč (klub ledního hokeje)
SK Telč (celým názvem: Sportovní klub Telč) je český klub ledního hokeje, který sídlí v Telči v Kraji Vysočina. Založen byl v roce 1920. Svůj současný název nese od roku 1994. Od sezóny 2020/21 působí v Krajské lize Vysočiny, čtvrté české nejvyšší soutěži ledního hokeje. Klubové barvy jsou modrá a bílá.
Své domácí zápasy odehrává na zimním stadionu Telč.

## Historické názvy
Zdroj: 
- 1920 – SK Telč (Sportovní klub Telč)
- 1950 – TJ Spartak Telč (Tělovýchovná jednota Spartak Telč)
- 1994 – SK Telč (Sportovní klub Telč)

## Přehled ligové účasti
Stručný přehled
Zdroj: 
- 1950–1951: Oblastní soutěž – sk. F (2. ligová úroveň v Československu)
- 1971–1973: Divize – sk. E (3. ligová úroveň v Československu)
- 2004–2007: Krajský přebor Vysočiny (4. ligová úroveň v České republice)
- 2007–2009: Jihočeský krajský přebor (4. ligová úroveň v České republice)
- 2009–2010: bez soutěže
- 2010–2016: Krajská soutěž Vysočiny (5. ligová úroveň v České republice)
- 2016– : Jihočeská krajská liga (4. ligová úroveň v České republice)

Jednotlivé ročníky
Zdroj: 
Legenda: ZČ - základní část, červené podbarvení - sestup, zelené podbarvení - postup, fialové podbarvení - reorganizace, změna skupiny či soutěže
| Československo (1950 – 1993)                                                                  |                          |           |           |                                            |                         |
| Sezóny                                                                                        | Soutěž                   | Úroveň    | ZČ        | Play-off, nadstavba, sk. o udržení...      | Poznámky                |
| 1950/51                                                                                       | Oblastní soutěž – sk. F  | 2. úroveň | 5. místo  |                                            | Reorganizace            |
| ...                                                                                           |                          |           |           |                                            |                         |
| 1971/72                                                                                       | Divize – sk. E           | 3. úroveň | 7. místo  |                                            |                         |
| 1972/73                                                                                       | Divize – sk. E           | 3. úroveň | 8. místo  |                                            | Sestup                  |
| ...                                                                                           |                          |           |           |                                            |                         |
| Česko (1993 – )                                                                               |                          |           |           |                                            |                         |
| Sezóny                                                                                        | Soutěž                   | Úroveň    | ZČ        | Play-off, nadstavba, sk. o udržení...      | Poznámky                |
| ...                                                                                           |                          |           |           |                                            |                         |
| 2004/05                                                                                       | Krajský přebor Vysočiny  | 4. úroveň | 7. místo  | Čtvrtfinále                                |                         |
| 2005/06                                                                                       | Krajský přebor Vysočiny  | 4. úroveň | 2. místo  | Semifinále                                 |                         |
| 2006/07                                                                                       | Krajský přebor Vysočiny  | 4. úroveň | 3. místo  | Semifinále                                 | Přechod do jiného kraje |
| 2007/08                                                                                       | Jihočeský krajský přebor | 4. úroveň | 12. místo |                                            |                         |
| 2008/09                                                                                       | Jihočeský krajský přebor | 4. úroveň | 12. místo |                                            | Odhlášení ze soutěže    |
| V letech 2009–2010 byl klub bez A-mužstva, v soutěžích přihlášena pouze mládežnická družstva. |                          |           |           |                                            |                         |
| 2010/11                                                                                       | Krajská soutěž Vysočiny  | 5. úroveň | 1. místo  |                                            |                         |
| 2011/12                                                                                       | Krajská soutěž Vysočiny  | 5. úroveň | 1. místo  |                                            |                         |
| 2012/13                                                                                       | Krajská soutěž Vysočiny  | 5. úroveň | 4. místo  |                                            |                         |
| 2013/14                                                                                       | Krajská soutěž Vysočiny  | 5. úroveň | 2. místo  | Zápas o 3. místo (prohra)                  |                         |
| 2014/15                                                                                       | Krajská soutěž Vysočiny  | 5. úroveň | 2. místo  | Finále                                     |                         |
| 2015/16                                                                                       | Krajská soutěž Vysočiny  | 5. úroveň | 1. místo  | Vítěz                                      | Přechod do jiného kraje |
| 2016/17                                                                                       | Jihočeská krajská liga   | 4. úroveň | 12. místo |                                            |                         |
| 2017/18                                                                                       | Jihočeská krajská liga   | 4. úroveň | 11. místo |                                            |                         |
| 2018/19                                                                                       | Jihočeská krajská liga   | 4. úroveň | 12. místo |                                            | Přechod do jiného kraje |
| 2019/20                                                                                       | Krajská soutěž Vysočiny  | 5. úroveň | 1. místo  | Playoff nedohráno kvůli pandemii covidu-19 | Reorganizace            |
| 2020/21                                                                                       | Krajská liga Vysočiny    | 4. úroveň | –. místo  |                                            | Zrušeno                 |
| 2021/22                                                                                       | Krajská liga Vysočiny    | 4. úroveň | 5. místo  | Semifinále                                 |                         |
| 2022/23                                                                                       | Krajská liga Vysočiny    | 4. úroveň | 7. místo  | Čtvrtfinále                                |                         |
| 2023/24                                                                                       | Krajská liga Vysočiny    | 4. úroveň | 5. místo  | Čtvrtfinále                                |                         |